# Marathi jezik
Marathi jezik (Marāthī: मराठी; maharashtra, maharathi, malhatee, marthi, muruthu; ISO 639-3: mar) je jedan od indoarijevskih jezika iz porodice indoeuropskih jezika.
Njime govori oko 68 000 000 ljudi u Indiji (1997) (država Maharashtra) i na Mauricijusu. Oko 3 000 000 ljudi ga govori kao drugi jezik, kao i pripadnici indijaskih Židova Bene Israel u Bambayu. Jedan je od 23 službena jezika Indije, i jedan od 20 najvećih jezika svijeta po broju govornika.
Marathi jezik je star bar tisuću godina. Gramatika i sintaksa mu je izvedena iz starijeg sanskrta; Pismo: devanagari Bio je jezik i Carstva Marata.

## Vanjske poveznice
- Ethnologue (14th)
- Ethnologue (15th)